# Soreczek
Soreczek (Diplomesodon) – rodzaj ssaków z podrodziny zębiełków (Crocidurinae) w obrębie                                                                                         rodziny ryjówkowatych (Soricidae).                                                                                                                     

## Zasięg występowania
Rodzaj obejmuje jeden współcześnie żyjący gatunek występujący w Azji.

## Morfologia
Długość ciała (bez ogona) 59–74 mm, długość ogona 25–33 mm; masa ciała 6–12 g.

## Systematyka
Rodzaj (w randze podrodzaju w obrębie Sorex) zdefiniował w 1852 roku niemiecki przyrodnik Johann Friedrich von Brandt na łamach Beitraege zur Kenntnis des Russischen Reiches. Na gatunek typowy Brandt wyznaczył (oznaczenie monotypowe) soreczka łaciatego (D. pulchellus).

### Etymologia
Diplomesodon: διπλος diplos ‘podwójny’; μεσος mesos ‘środkowy’; οδους odous, οδοντος odontos ‘ząb’.

### Podział systematyczny
Do rodzaju należy jeden współcześnie występujący gatunek:
- Diplomesodon pulchellus (H. Lichtenstein, 1823) – soreczek łaciaty

Opisano również gatunek wymarły z plejstocenu dzisiejszej Południowej Afryki:
- Diplomesodon fossorius Repenning, 1965

Takson opisany na podstawie XIX-wiecznego manuskryptu, lecz jego ważność jest niepewna i może stanowić młodszy synonim D. pulchellus lub nomen dubium:
- Diplomesodon sonnerati Cheke, 2018 – soreczek orientalny